# Parafia Bożego Ciała w Ikaźni
Parafia Bożego Ciała w Ikaźni (biał. Парафія Божага Цела у Іказьні) – parafia rzymskokatolicka w Ikaźni. Należy do Dekanatu Brasławskiego diecezji witebskiej. Została utworzona prawdopodobnie pod koniec XV w.

## Historia
W 1501 roku kościół św. Ducha ufundował Jan Sapieha z indultu papieża Aleksandra VI. Parafia leżała w diecezji wileńskiej. W 1593 roku drewniany kościół ufundował Lew Sapieha, który żądał by przy kościele utrzymywał się szpital i szkoła. Kościół przekazano Jezuitom. W XVII wieku kościół spłonął i został odbudowany. W 1669 roku parafia leżała w dekanacie brasławskim (wg synodu Sapiehy). W 1781 roku parafia liczyła 4915 wiernych. W latach 1795–1798 leżała w diecezji inflanckiej, następnie w dekanacie dziśnieńskim w diecezji mińskiej. Około 1800 roku kościół spłonął. W 1812 roku został spalony wraz z miasteczkiem przez armię francuską. Następną, również drewnianą świątynię zbudowano ze składek wiernych w 1815 roku. W 1843 roku parafia posiadała filię w Nawłoku. Od 1849 parafia leżała w diecezji wileńskiej. W 1856 roku na terenie parafii znajdowały się kaplice w Borodzieniczach, Podziawach i Bohinie, parafia liczyła 3739 wiernych. W 1860 roku parafia leżała w dekanacie dziśnieńskim. W 1867 roku parafia liczyła 8447 wiernych, w 1897 roku 12213. W 1881 roku przebudowano drewniany kościół. W latach 1906–1912 wzniesiono nową, murowaną świątynię. Prezesem komitetu budowy był proboszcz ksiądz Alfons Chalecki, a wiceprezesem Adam Szwański. W latach 1928–1932 proboszczem parafii był ks. Sykstus Hanusowski, później więzień stalinowskich łagrów. W 1938 parafia liczyła 3464 wiernych. W 1948 roku zamknięto kościół i przeznaczono na skład zbożowy i materiałów budowlanych. W 1989 zarejestrowano parafię, która w latach 1989-1991 leżała w diecezji mińskiej. 7 października 1990 roku świątynię oddano wiernym w bardzo złym stanie. Bogate wnętrze kościoła zostało całkowicie utracone. Kościół został odrestaurowany. W latach 1991–1999 parafia leżała w archidiecezji mińsko-mohylewskiej. W 1995 roku kościół obsługiwał ks. Edward Achramowicz, proboszcz ze Słobódki.

### Ks. Michał Buklarewicz
W 1919 roku, po wycofaniu się oddziałów niemieckich, okoliczne tereny zajęli bolszewicy. Miejscowa ludność powołała oddziały samoobrony, zwane „zieloną armią”. Jednym z przywódców był ks. Michał Buklarewicz, proboszcz z Ikaźni. Zorganizował i dowodził 300-osobowym oddziałem partyzanckim. Po początkowych sukcesach w potyczkach w okolicach Ikaźni i Przebrodzia z mniejszymi oddziałami, w czasie których wziął do niewoli 100 żołnierzy bolszewickich, został schwytany i postawiony przed sądem polowym w Drui. Oświadczył wówczas, że walczył z ustrojem bolszewickim w imię swoich przekonań. Dnia 27 czerwca 1919 r. został skazany na śmierć i rozstrzelany razem ze swoją siostrą w Bigosowie. W 1920 roku, po wkroczeniu oddziałów Wojska Polskiego, szczątki księdza i jego siostry zostały przeniesione na plac przy kościele w Ikaźni. 24 marca 1920 r. odbył się uroczysty pogrzeb. Pierwotnie na grobie ustawiono głaz-pomnik. Obecnie znajduje się tutaj nowy nagrobek.

### Błogosławieni męczennicy
Latem 1939 roku wikariuszem w parafii został ks. Władysław Maćkowiak. Po wybuchu II wojny światowej został zmuszony do pełnienia obowiązków proboszcza. We wrześniu 1941 roku wikariuszem został ks. Stanisław Pyrtek. Za nauczanie dzieci religii wbrew zakazom okupantów, został wydany na nich wyrok śmierci, o czym zostali potajemnie ostrzeżeni. Radzili się Arcybiskupa Jałbrzykowskiego, co mają w takiej sytuacji zrobić. Ten zostawił decyzję ich kapłańskiemu sumieniu. Nie uciekli, by ratować swoje życie, lecz pozostali z parafianami.
3 grudnia 1941 roku Niemcy aresztowali proboszcza ks. Władysława Maćkowiaka. Dzień później ks. Stanisław Pyrtek udał się do Brasławia, aby go ratować. Jego też uwięziono. W więzieniu brasławskim kapłanów bito i maltretowano. Z Brasławia więźniów przewieziono w wigilię Bożego Narodzenia 1941 r. do więzienia w Berezweczu.
Zostali rozstrzelani 4 marca 1942 roku wraz z ks. Mieczysławem Bohatkiewiczem w lesie Borek koło Berezwecza. Wszyscy trzej zostali beatyfikowani przez papieża Jana Pawła II 13 czerwca 1999 roku w Warszawie w grupie 108 błogosławionych męczenników zamordowanych podczas II wojny światowej z nienawiści do wiary. W lesie Borek znajduje się symboliczny grób z 2002 roku. W kościele parafialnym w Ikaźni znajdują się obrazy obu błogosławionych.

## Zasięg parafii
Z parafii wydzielono w 1766 roku parafię w Pohoście. 
W 2004 roku do parafii należeli wierni z miejscowości: Ikaźń, Cilewce, Suturowszczyzna, Słoboda, Sosnówka, Reuty, Koleśniki, Samujły, Czklia, Zaprużany, Biewszczyzna, Sudniki, Inowo, Ikaziański Dwór, Mielowce, Łopiany, Zaprudzie, Borowe, Ukla, Zapolewszczyzna, Koncinówka, Gierasimowo, Staryki i Księżypole.

## Proboszczowie parafii od XVI w.
| imię i nazwisko                        | daty urzędowania |
| -------------------------------------- | ---------------- |
| Ks. Stanisław Alexeiewicz              | 1593             |
| Ks. Stanisław Jadeciusz                | 1596             |
| Ks. Pieślak                            | – 1766           |
| Ks. Zygmunt Łostowicki                 | 1792 – 1804      |
| Ks. Aleksander Mirski                  | 1843             |
| Ks. Laurenty Zieniewicz                | 1860 – 1867      |
| Ks. Jan Świrski                        | 1872             |
| Ks. Mawr Iwaszkiewicz                  | 1893             |
| Ks. Filip Budwid                       | 1897             |
| Ks. Stanisław Romanowski               | 1900 – 1904      |
| Ks. Jan Krzysztofik                    | 1904 – 1905      |
| Ks. Michał Buklarewicz                 | 1912 – 1920      |
| Ks. Jan Sławiński                      | 1927 – 1928      |
| Ks. Sykstus Hanusowski                 | 1928 – 1932      |
| Ks. Jan Zawistowski                    | 1935 – 1939      |
| Ks. Władysław Maćkowiak                | 1940 – 1942      |
| Ks. Józef Frąckiewicz MIC              | 1944 – 1950      |
| Ks. Dariusz Kubica SDS                 | 2001 – 2004      |
| Ks. Władysław Pietrajtis               | 2008 – 2012      |
| Ks. Jerzy Żołnierowicz (administrator) | 2016 –           |